# Sahyadrimetrus kanarensis
Espèce
Synonymes
- Palamnaeus scaber kanarensis Pocock, 1900
- Heterometrus kanarensis (Pocock, 1900)

Sahyadrimetrus kanarensis est une espèce de scorpions de la famille des Scorpionidae.

## Distribution
Cette espèce est endémique d'Inde. Elle se rencontre au Karnataka et à Goa.

## Description
Sahyadrimetrus kanarensis mesure de 120 à 150 mm.

## Systématique et taxinomie
Cette espèce a été décrite sous le protonyme Palamnaeus scaber kanarensis par Pocock en 1900. Elle considérée comme une sous-espèce de Heterometrus phipsoni par Couzijn en 1981. Elle est élevée au rang d'espèce par Tikader et Bastawade en 1983. Elle est placée dans le genre Sahyadrimetrus par Prendini et Loria en 2020.

## Étymologie
Son nom d'espèce, composé de kanar[a] et du suffixe latin -ensis, « qui vit dans, qui habite », lui a été donné en référence au lieu de sa découverte, la côte de Kanara.

## Publication originale
- Pocock, 1900 : « Arachnida. » The fauna of British India, including Ceylon and Burma, London, Taylor and Francis, p. 1-279 (texte intégral).